# Stechampfer (Art)
Der Stechampfer (Emex spinosa) ist eine von zwei Pflanzenarten aus der Gattung Stechampfer (Emex). Ihre Heimat ist der Mittelmeerraum. Sie ist aber heute als invasive Pflanze weit darüber hinaus verbreitet.

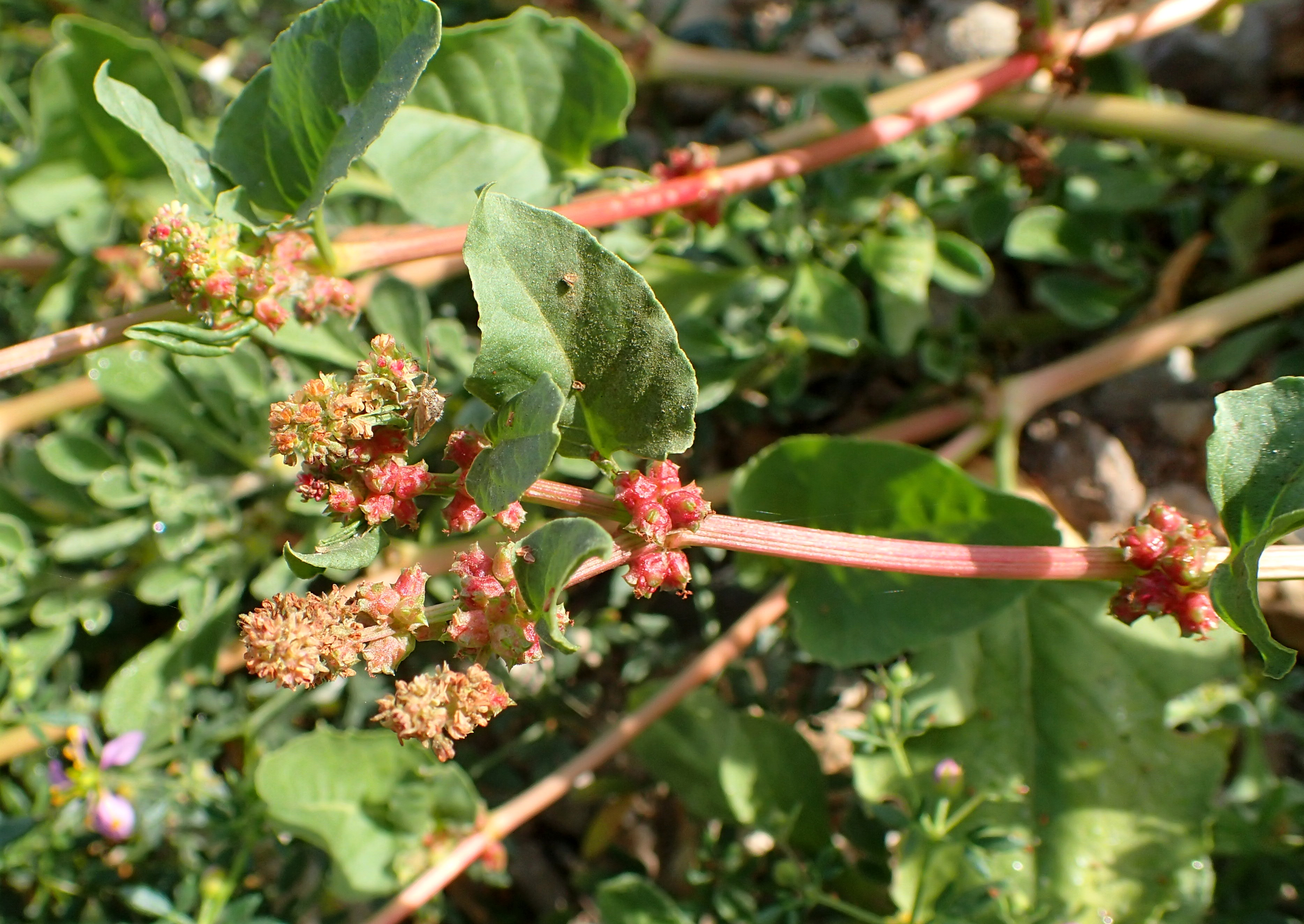
Stechampfer (Emex spinosa)

## Beschreibung
Der Stechampfer ist eine einjährige krautige Pflanze, die Wuchshöhen zwischen 30 und 60, selten bis zu 80 Zentimetern erreicht. Der aufsteigende bis aufrechte Stängel ist an seiner Basis rötlich gefärbt und im unteren Bereich verzweigt. 
Die wechselständig am Stängel angeordneten Laubblätter sind kahl. Die Ochrea ist kahl. Der Blattstiel weist eine Länge von 2 bis 29 cm auf. Die einfache Blattspreite ist 3 bis 13 cm lang und 1,1 bis 12 cm breit, eiförmig bis eiförmig-länglich oder dreieckig mit meist gestutztem bis herzförmigem Spreitengrund und spitzer bis stumpfer Spreitenspitze.
Der Stechampfer ist einhäusig getrenntgeschlechtig (monözisch) und blüht in Nordamerika ganzjährig. In einem Gesamtblütenstand stehen jeweils über einer Ochrea Büschel mit ein bis acht männlichen oder zwei bis sieben weiblichen Blüten zusammen. Die eingeschlechtigen Blüten besitzen einen Durchmesser zwischen 5 und 6 mm. Die Blütenhüllblätter sind bei den männlichen Blüten bei einer Länge von 1,5 bis 2 mm schmal länglich bis verkehrt-lanzettlich. Bei den weiblichen Blüten sind die drei äußeren Blütenhüllblätter eiförmig bis länglich und die drei inneren lineal-lanzettlich mit spitzem oberen Ende.  
Die haltbaren Blütenhüllblätter umgeben die Frucht und dann sind die drei äußeren 4 bis 6 mm und die drei inneren 5 bis 6 mm lang, sie sind verdornt und ausgebreitet bis zurückgebogen. Die dreikantigen, glänzenden Achänen sind 4 bis 5 mm lang und 2 bis 3 mm breit.
Die Chromosomenzahl beträgt 2n = 20.

## Verbreitung
Das ursprüngliche Verbreitungsgebiet des Stechampfers liegt im Mittelmeerraum und im Orient. Die Art kommt vor in Marokko, Algerien, Tunesien, Libyen, Ägypten, in Portugal, Spanien, Korsika, Italien, Griechenland, in der Türkei, auf Zypern, in Israel, Libanon, Jordanien und auf der Arabischen Halbinsel.
In Gebieten mit vergleichbarem Klima hat sich der Stechampfer invasiv ausgebreitet. In den Vereinigten Staaten findet sie sich in Kalifornien, Texas, Florida, New Jersey und Massachusetts und wird dort umgangssprachlich "lesser jack" genannt. Daneben hat sie sich in Afrika in Kenia, Mauritius und den Kanaren sowie in Indien, auf Hawaii und in Australien verbreitet. Auch die Vorkommen in Südamerika (Argentinien, Chile, Uruguay sowie in Ekuador und Peru) beruhen auf Einschleppung.
Der Stechampfer vermehrt sich sehr schnell und verdrängt einheimische Arten durch Überwuchern. In den USA ist er als schädliches Unkraut („noxious weed“) eingestuft und wird systematisch bekämpft.

## Taxonomie
Die Erstveröffentlichung dieser Art erfolgte 1753 durch Carl von Linné in Species Plantarum unter dem Basionym Rumex spinosus L. Francisco Campderá stellte sie 1819 unter dem Namen Emex spinosa als damals einzige Art in die in derselben Veröffentlichung neubeschriebene Gattung Emex.